# إريك أندرسون (سياسي أمريكي)
إريك أندرسون (بالإنجليزية: Eric Anderson)‏ هو سياسي أمريكي، ولد في 31 مايو 1956 بسبوكين في الولايات المتحدة. حزبياً، نشط في الحزب الجمهوري. وقد انتخب عضو مجلس نواب ايداهو.